# 迪伦·马丁
迪伦·马丁（英語：Dylan Martin，1998年1月12日—），生于新南威尔士州，澳大利亚男子曲棍球运动员。他曾代表澳大利亚国家队参加2020年夏季奥林匹克运动会曲棍球比赛，获得一枚银牌。